# Pleurodema cinereum
Pleurodema cinereum es una especie  de anfibio de la familia Leptodactylidae. Se encuentra en el noroeste de Argentina, Bolivia, sureste de Perú y, posiblemente, en Chile.